# Linzia
Linzia là một chi thực vật có hoa trong họ Cúc (Asteraceae).

## Loài
Chi Linzia gồm các loài: